# Torkilstrup (Lejre Kommune)
 For alternative betydninger, se Torkilstrup. (Se også artikler, som begynder med Torkilstrup)
Torkilstrup er en by på Midtsjælland med 243 indbyggere  (2024), beliggende 28 km syd for Frederikssund, 21 km vest for Roskilde, 15 km sydøst for Holbæk og 7 km nord for kommunesædet Kirke Hvalsø. Byen hører til Lejre Kommune og ligger i Region Sjælland.
Torkilstrup hører til Kirke Saaby Sogn. Kirke Saaby Kirke ligger i Kirke Saaby 2½ km syd for Torkilstrup. Torkilstrup ligger lige nord for Holbækmotorvejen, Kirke Saaby ligger syd for den.

## Faciliteter
Torkilstrup Guesthouse åbnede i 2011 i en købmandsgård fra 1920'erne. Der er fælles køkken, og værelserne har fælles toilet og bad.

## Historie
På det høje målebordsblad fra 1800-tallet er Torkilstrup en landsby med mølle, smedje, jordemoderhus og bryggeri.

### Jernbanen
Torkilstrup fik trinbræt på Sjællandske midtbane, som på strækningen Hvalsø-Frederikssund var i drift 1928-36. Det var den danske jernbanestrækning, der har haft kortest levetid, så den medførte ikke nævneværdig byudvikling.